# HD 269810
HD 269810 – gwiazda podwójna typu widmowego O położona w gwiazdozbiorze Złotej Ryby w Wielkim Obłoku Magellana, jedna z najcięższych znanych gwiazd. Masa gwiazdy szacowana jest pomiędzy 140 a 200 mas Słońca, choć najczęściej podawane wartości wynoszą około 150 mas Słońca. Posiada towarzysza HD 269810 B.